# Giunia Terzia
Giunia Terzia (in latino Iunia Tertia, più nota col diminutivo di Tertulla; Roma, 75 a.C. – Roma, 22) è stata un'antica donna romana, terzogenita di Decimo Giunio Silano, console del 62 a.C., e di Servilia, nonché sorellastra del cesaricida Marco Giunio Bruto.

## Biografia
Nacque intorno al 75 a.C. da Decimo Giunio Silano, console nel 62 a.C., e sua moglie Servilia. Aveva un fratellastro materno maggiore, Marco Giunio Bruto, due sorelle maggiori, Giunia Prima (che sposò Publio Servilio Isaurico) e Giunia Seconda, e un fratello maggiore, Marco Giunio Silano. 
Sposò Gaio Cassio Longino, ,a cui ebbe un figlio oprmbabilmente oonimo del padre, nato circa nel 60 a.C.. Nel 47 a.C., si diffusero voci secondo cui, per volontà di sua madre, fosse divenuta amante di Cesare (come era stata un tempo Servilia stessa). Nel 44 a.C., suo fratello Bruto e suo marito furono i principali organizzatori dell'assassinio di Cesare, che portò a una guerra civile culminata nel 42 a.C. nella battaglia di Filippi: i cesaricidi furono sconfitti e Bruto e Cassio si suicidarono. Si dice che Giunia fosse incinta al momento della congiura del 44 a.C., e la tensione che ne derivò le provocò un aborto spontaneo. Con la sconfitta dei cesaricidi Roma passò prima in mano ai triumviri e poi sotto il controllo unico dell'erede di Cesare, Ottaviano. 
Servilia e Giunia non furono colpite da rappresaglie e continuarono a vivere a Roma come donne ricche e stimate. Giunia morì in tarda età, nel 22, durante il regno di Tiberio, secondo imperatore romano. Considerevolmente ricca, nel suo testamento fece lasciti a favore di molte personalità, ma non lasciò nulla all'imperatore, come sarebbe stato consueto, attirando molte critiche. Tiberio tuttavia non se ne curò e approvò che le venisse tributato il funerale solenne, con l'unica restrizione che non dovevano essere esposte le immagini di Bruto e Cassio. 
È possibile che, tramite suo figlio, fosse un'antenata dell'imperatrice Domizia Longina. 
=